# Land- und Stadtgericht Wreschen
Das Land- und Stadtgericht Wreschen war von 1834 bis 1849 ein preußisches Land- und Stadtgericht mit Sitz in Wreschen.

## Geschichte
Nach dem Ende der Franzosenzeit wurde die der französische Gerichtsorganisation entsprechende Gerichtsorganisation im Herzogtum Warschau 1815 zunächst von Preußen übernommen. Das Friedensgericht Wreschen wurde fortgeführt und dem Landgericht Gnesen zugeordnet. 1834 wurde die Gerichtsorganisation geändert und einheitlich Land- und Stadtgerichte gebildet. In dem – nun verkleinerten – Sprengel des Oberlandesgerichtes Posen bestanden 20 dieser Gerichte, darunter das Land- und Stadtgericht Wreschen.
Das Land- und Stadtgericht Wreschen war für den Kreis Wreschen zuständig. Dazu gehörten die Städte Wreschen mit 3147 Einwohnern (1838), Miloslaw mit 1585 Einwohnern und Zerkowo mit 1379 Einwohnern sowie 168 Dorfschaften mit 23.684 Einwohnern. Zusammen gab es damit 31.795 Gerichtseingesessene. Gerichtstage wurden in Zerkowo gehalten.
Am Gericht waren ein Direktor, fünf Richter, neun Subalterne und fünf Unterbeamte beschäftigt. Es war damit ein Land- und Stadtgericht 1. Klasse. Diese wirkten bei wesentlichen Fällen als Kollegialorgan. 
1849 wurden die Land- und Stadtgerichte aufgelöst und durch Kreisgerichte ersetzt. Damit entstand das Kreisgericht Wreschen im Sprengel des Appellationsgerichts Posen.